# Schroeflog

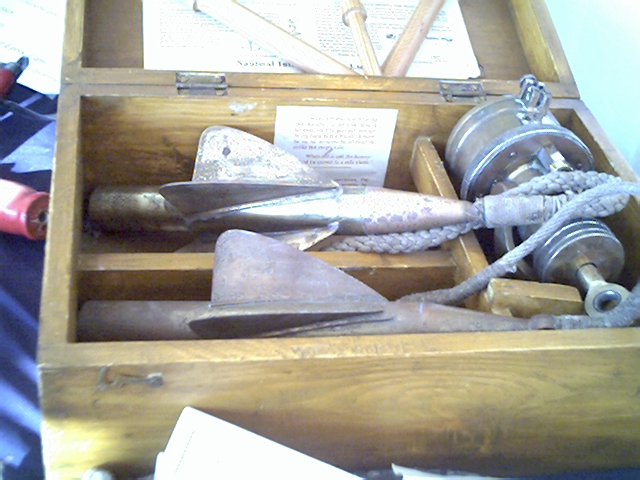
Schroeflog

Schroeflog (rotator log of impeller log) is een instrument waarmee de vaart (de snelheid) en/of verheid (de afgelegde weg) van een vaartuig door het water kan worden gemeten.
Schroefloggen hebben een schroefje dat van 4 of 5 schroefbladen is voorzien. Wanneer het schip vooruit vaart zal door de druk van het water op de schroefbladen, het schroefje beginnen te draaien.
Elke schroef heeft een spoed (pitch), dit is de afstand die zij zou afleggen na één omwenteling indien het water een volmaakte steun aan de schroefbladen bood (zoals in een vaste stof).
Na een aantal omwentelingen te hebben gemaakt, zal het schroefje dus een bepaalde weg hebben afgelegd. De verheid wordt dan berekend aan de hand van het aantal omwentelingen de schroef heeft gemaakt.
Het is niet de snelheid waarmee de schroef draait die maatgevend is voor het bepalen van de verheid, maar wel het aantal omwentelingen die de schroef maakt.
De snelheid waarmede het schroefje draait, is evenredig met de vaart van het schip. Vaart het schip traag, dan draait het schroefje traag; vaart het schip snel, dan draait het schroefje ook snel. Nu, moet de schroef, onafhankelijk van de vaart, voor een bepaalde verheid door het water, eenzelfde aantal omwentelingen maken. Het aantal omwentelingen is dus een maatstaf van de afgelegde verheid door het water (niet over de grond).